# Monte Cassino
Monte Cassino, o Montecassino, és un puig rocallós a uns 130 km al sud de Roma (Itàlia), uns 2 km a l'oest de la ciutat de Cassino, que compta amb 520 m d'altitud. Es recorda com l'emplaçament del primer monestir de Montecassino de Benet de Núrsia (origen de l'orde benedictí), al voltant de l'any 529, i per una de les principals batalles de la Segona Guerra Mundial.